# Jewgienij Riabinin
Jewgienij Iwanowicz Riabinin (ros. Евге́ний Ива́нович Ряби́нин, ur. 1892 we wsi Margusz w guberni niżninowogrodzkiej, zm. 21 kwietnia 1938) – radziecki polityk, działacz partyjny, I sekretarz Komitetu Obwodowego WKP(b) w Woroneżu (1935–1937).
W 1914 aresztowany, 1915 zwolniony, 1915–1917 żołnierz rosyjskiej armii, w marcu 1917 wstąpił do SDPRR(b), 1917–1919 członek rady gubernialnej i komitetu wykonawczego rady gubernialnej w Niżnym Nowogrodzie, 1919–1920 sekretarz tego komitetu. W 1920 członek kolegium riazańskiego gubernialnego oddziału rolnego, od 1921 instruktor odpowiedzialny KC RKP(b), potem zastępca kierownika Wydziału Organizacyjno-Instruktorskiego KC RKP(b), 1924–1926 słuchacz Kursów Marksizmu-Leninizmu przy Akademii Komunistycznej im. Swierdłowa, 1926–1928 sekretarz odpowiedzialny tambowskiego gubernialnego komitetu WKP(b). Od 19 grudnia 1927 do 14 sierpnia 1937 członek Centralnej Komisji Rewizyjnej WKP(b), 1928 członek Biura Organizacyjnego KC WKP(b) na Obwód Centralno-Czarnoziemski, od 1928 do stycznia 1930 kierownik Wydziału ds. Pracy na Wsi Centralno-Czarnoziemskiego Komitetu Obwodowego WKP(b), od stycznia 1930 do 19 czerwca 1934 przewodniczący Komitetu Wykonawczego Centralno-Czarnoziemskiej Rady Obwodowej. Od 19 czerwca 1934 do marca 1935 przewodniczący Komitetu Wykonawczego Woroneskiej Rady Obwodowej, od marca 1935 do 10 lipca 1937 I sekretarz Woroneskiego Komitetu Obwodowego WKP(b). 15 marca 1935 odznaczony Orderem Lenina.
14 sierpnia 1937 aresztowany, następnie skazany na śmierć i rozstrzelany.